# Rose Byrne
Mary Rose Byrne (født 24. juli 1979 i Sydney) er en australsk skuespillerinde. Hun har blandt andet medvirket i The Internship, Sunshine, Troy (film), Star Wars Episode II: Klonernes angreb, The Pitch, Marie Antoinette, Wicker Park, Insidious og The Goddess Of 1967.
Efter flere år i ulige australske filmproduktioner fik hun som mange andre kollegaer et kraftigt dyt i retning af international berømmelse da produktionen af Star Wars Episode II blev sat i gang i hendes hjemland og hun fik rollen som Dormè, en af dronning Amidalas tjenestepiger.
I Australien havde hun allerede høstet mere ros for sin præstation i den australske dramafilm The Goddess of 1967 (2000) og senere i komedien The Rage in Placid Lake (2003). Vejen til Hollywood blev kortere og kortere, og i 2003 kom hun in i varmen i glitterbyen. I 2004 spillede hun sammen med Josh Hartnett i den romantiske thriller Wicker Park og med Brad Pitt i filmeposet Troy.
Byrne er desuden en af de få australske skuespillere som er kommet til Hollywood de senere år uden at have baggrund fra australske sæbeoperaer.

## Privatliv
Byrne var i et forhold med den australske forfatter, instruktør og skuespiller Brendan Cowell i over seks år. Meget af tiden blev deres forhold blev opretholdt på en lang afstand, hvor arbejdsmæssige forpligtelser betød, at de ofte var på forskellige kontinenter. Cowell flyttede fra Sydney til New York City, efter Byrnes succes på Damages. Forholdet sluttede i januar 2010. Tidligere har hun kommet sammen med den australske forfatter/instruktør Gregor Jordan, der instruerede hende i Two Hands.